# Колепијетра (Болцано)
Колепијетра је насеље у Италији у округу Болцано, региону Трентино-Јужни Тирол.
Према процени из 2011. у насељу је живело 923 становника. Насеље се налази на надморској висини од 816 м.